# Plathymenia branchiosa
Plathymenia branchiosa is een Solenogastressoort uit de familie van de Amphimeniidae. De wetenschappelijke naam van de soort is voor het eerst geldig gepubliceerd in 1961 door Schwabl.